# I’ve Got to Have It
Az I’ve Got to Have It Jermaine Dupri és Nas rapperek, valamint Monica énekesnő kislemeze. A dal a Big Momma’s House című vígjáték betétdala; a filmzenealbum első kislemezeként jelent meg 2000 elején. Részletet használ fel Peter Gabriel 1986-ban megjelent Sledgehammer című dalából. Az Egyesült Államokban a 67. helyig jutott a Hot R&B/Hip-Hop Singles & Tracks slágerlistán; a Billboard Hot 100-ra nem került fel. A videóklipet sokat játszotta a BET zenei csatorna.

## Számlista
CD kislemez (USA, promó)
1. I’ve Got to Have It (Album Version) – 3:23
2. I’ve Got to Have It (Instrumental) – 3:23

CD maxi kislemez (Németország)
1. Jermaine Dupri, Nas, Monica: I’ve Got to Have It (Album Version) – 3:23
2. Jermaine Dupri, Nas, Monica: I’ve Got to Have It (Instrumental) – 3:23
3. Da Brat: That’s What I’m Looking For (Mr. Dupri’s Remix Clean) – 4:01
4. Da Brat: That’s What I’m Looking For (Mr. Dupri’s Remix Instrumental) – 3:57

## Helyezések
| Slágerlista (2000)                     | Legmagasabb helyezés |
| -------------------------------------- | -------------------- |
| USA Hot Rap Tracks                     | 15                   |
| USA Billboard Hot R&B/Hip-Hop Songs    | 67                   |
| USA Hot R&B/Hip-Hop Airplay            | 68                   |
| USA Bubbling Under R&B/Hip-Hop Singles | 1                    |
| Japán Hot 100                          | 100                  |
| Német Top 100 kislemez                 | 76                   |